# Васильевское сельское поселение (Сафоновский район)
Васи́льевское се́льское поселе́ние — упразднённое муниципальное образование в составе Сафоновского района Смоленской области России. Административный центр — село Васильевское.

## История
Образовано Законом Смоленской области от 28 декабря 2004 года. Упразднено Законом Смоленской области от 20 декабря 2018 года: все его населённые пункты были включены в Вадинское сельское поселение.

## Население
| 1995 | 1996 | 1997 | 1998 | 1999 | 2000 | 2001 |
| ---- | ---- | ---- | ---- | ---- | ---- | ---- |
| 542  | ↘536 | ↘524 | ↘512 | ↘497 | ↘479 | ↘476 |
| 2002 | 2003 | 2004 | 2005 | 2006 | 2007 | 2011 |
| ↘471 | ↗478 | ↘468 | ↘459 | ↘435 | ↘433 | ↘370 |
| 2012 | 2013 | 2014 | 2015 | 2016 | 2017 | 2018 |
| ↘364 | ↘362 | ↘351 | ↗365 | ↗375 | ↘370 | ↘359 |
| 2019 |      |      |      |      |      |      |
| ↘345 |      |      |      |      |      |      |

## Географические данные
- Общая площадь: 178,9 км²
- Расположение: северная часть Сафоновского района
- Граничило:
  - на севере — с Холм-Жирковским районом
  - на северо-востоке — с Казулинским сельским поселением
  - на юго-востоке— с Беленинским сельским поселением
  - на юге — с Вадинским сельским поселением
  - на западе — с Ярцевским районом
- По территории поселения проходит автомобильная дорога Сафоново — Васильевское.
- По территории поселения проходит тупиковая железнодорожная ветка Дурово — Владимирский Тупик, имеются станции: «Яковская».
- Крупные реки: Вержа, Вопец.

## Экономика
Сельхозпредприятия, школа, магазины, библиотека.

## Населённые пункты
На территории поселения находилось 7 населённых пунктов.
- Васильевское, село — административный центр
- Будка железной дороги 25 км, деревня
- Дроновка, деревня
- Иванисово, деревня
- Кузьмино, деревня
- Скрипенка, деревня
- Яковская, деревня